# Hartwig Ebersbach
Hartwig Ebersbach (* 17. Mai 1940 in Zwickau) ist ein deutscher Maler.

## Leben und Werk
Hartwig Ebersbach wuchs als Sohn eines Lehrers in Zwickau auf. Nach dem Besuch der Mal- und Zeichenschule bei Carl Michel und einem Malereiunterricht bei Tatjana Lietz in seiner Heimatstadt studierte er von 1959 bis 1964 an der Hochschule für Grafik und Buchkunst Leipzig Malerei bei Bernhard Heisig. Von 1979 bis 1983 hatte er dort einen Lehrauftrag für Experimentelle Kunst. Er war Gründungsmitglied der Freien Akademie der Künste zu Leipzig und Mitglied der Sächsischen Akademie der Künste sowie Mitglied der Akademie der Künste Berlin.
Seine expressiven, halbabstrakten und dick aufgetragenen Bilder sind beeinflusst von Asger Jorn und der Gruppe CoBrA. Bekannt wurde Ebersbach insbesondere durch seine „Kaspar“-Serien, von der es heißt, dass sie das „Andere Ich“ von ihm darstellen.
1985 wurde ihm der Düsseldorfer Kunstpreis der Künstler verliehen. 2006 wurde ihm in Reutlingen der von der Stadt Reutlingen gemeinsam mit dem „Freundeskreis HAP Grieshaber“ gestiftete Jerg-Ratgeb-Preis zugesprochen. Dieser war mit einer Ausstellung im Städtischen Kunstmuseum Spendhaus Reutlingen sowie einem Katalog verbunden. 2017 erhielt er den Max-Pechstein-Ehrenpreis der Stadt Zwickau, verbunden mit einer Ausstellung in den Kunstsammlungen Zwickau – Max Pechstein Museum und einem Katalog.
Werke von Hartwig Ebersbach sind in der Kunstsammlung des Deutschen Bundestages, dem Ludwig Forum für Internationale Kunst in Aachen, den Staatlichen Museen zu Berlin, der Nationalgalerie in Berlin, dem Museum der bildenden Künste in Leipzig, der Sammlung Sunshang Art in Peking/Shanghai/Hangzhou (China), dem Staatlichen Russischen Museum in St. Petersburg und vielen anderen Museen ausgestellt.
Im November 2021 hat sich Ebersbach zu einem radikalen Schritt entschlossen. Aus Mangel an Wertschätzung zerstörte er etliche seiner Werke. Gegenüber der Leipziger Volkszeitung bezeichnete er das Vorgehen als „Aufschrei“ und „Protestaktion“ gegen die Steuergesetzgebung, denn er könne die Werke nicht kostenfrei an staatliche Museen spenden, weil er für die Entnahme der Bilder aus seinem Betriebsvermögen Steuern zahlen müsse.
Hartwig Ebersbach ist der Bruder von Wolfram Ebersbach.

## Ausstellungen (Auswahl)
- 1986: Installation seiner Leipziger Wohnung im Leinwandhaus in Frankfurt am Main
- 1992 und 2002: Im Magdeburger Kunstmuseum Kloster Unser Lieben Frauen waren umfangreiche Ausstellungen zu sehen. Wichtige Werke gehören zur Sammlung dieses Museums, wie Erdblitz II (2002). In der Kirche ist darüber hinaus die große Sinesise Malelei aus dem Jahr 1998 zu sehen.
- 1996: Hartwig Ebersbach. Gemälde, Installationen, Plastiken. Retrospektive im Museum der bildenden Künste Leipzig
- 2006: Made in Leipzig. Bilder aus einer Stadt, Essl Museum – Kunst der Gegenwart, Klosterneuburg/Wien
- 2007: Passion for Art, Essl Museum – Kunst der Gegenwart, Klosterneuburg/Wien
- 2011: FOCUS: Abstraktion – Werke aus der Sammlung Essl, Essl Museum – Kunst der Gegenwart, Klosterneuburg/Wien
- 2017: Hinter der Maske. Künstler in der DDR, Museum Barberini, Potsdam[5]
- 2022: Hartwig Ebersbach, Melancholie und Pathos, Kunstraum am Pfarrhof Leitershofen, Stadtbergen

## Ehrungen
- 2017: Max-Pechstein-Preis (Ehrenpreis)[6]

## Buchillustrationen
- Guntram Vesper: Die Krankheit, zu schreiben. Edition Mariannenpresse, Berlin 1998, ISBN 3-922510-95-7.
- Joseph Roth: Hotel Savoy. Mit 8 Originalholzschnitten von Hartwig Ebersbach. Die Graphischen Bücher, Band 26, Faber & Faber, 2004.

## Porträts
Film:
- Der Maler Hartwig Ebersbach – Versuch einer Deutung. Deutschland 2007. Regie: Norbert Wartig (* 1973). Produktion: LNW Film.